# Цибонин торањ
Цибонин торањ је пословни облакодер смештен у Загребу, на адреси Трг Дражена Петровића 3, у близини укрштења Крањчевићеве улице и Савске цесте.

## Технички подаци
Трећи је облакодер по висини у Републици Хрватској, 2,6 м нижи од Загрепчанке.
Висок је 92 м. Изнад земље су високо приземље и 25 спратова.
На крову се налази радио-јарбол чији је врх 105 метара изнад земље.
Део је комплекса који се још састоји од нижих пословних објеката, кошаркашке дворане и уметничке инсталације.
Облакодер је цилиндар промера 25 м који у 4 степена смањује пречник према врху, да би завршио с антенским јарболом.
Цилиндар је растављен смицањем по пречнику тако да база подсећа на тупи пропелер, а две су половине при врху одвојене црном плохом.
Фасада је изведена у тамном челику, потпуно рефлективном стаклу и црном граниту.
Прозори нису фиксни.
Први степен завршава на 21. спрату, други на 23. спрату, трећи на 24. спрату, а задњи се протеже до врха 25. спрата.
Обод облакодера држи 26 армирано-бетонских стубова који га чине отпорним на јаке земљотресе (до 7 степени по Рихтеру) и на ударац мањег авиона попут Цесне.
На 20. спрату се налазе конференцијске дворане, а на 21. је ресторан за запослене.

## Историја
Градња је почела у априла 1986. године, а завршетак радова 1987. године у поводу одржавања Универзијаде, у саставу комплекса „Спортско-пословни комплекс ЦИБОНА Загреб“. На пројекту су радили: Маријан Хржић, Борислав Шербетић и Иван Питеша. Главни је извођач радова било предузеће ГРО Владимир Гортан.
Цибонин торањ је претпоследњи облакодер изграђен у Републици Хрватској пре рата. Последњи је био Кромосов облакодер изграђен 1989. године, а након рата изграђени су ХОТО пословни торањ, Јуротауер и Загребтауер.

## Занимљивости
- торањ је добио име по спонзору, прехрамбеном конзорцијуму, као и кошаркашком клубу дворане
- у народу је добио шаљив назив „Миркова цигара“, по Мирку Новоселу[1]
- поред облакодера се налазе две ЗЕТ трамвајске станице: Технички музеј (линије 3, 9, 12, те ноћна 34) и Студентски центар (линије 3, 4, 13, 14, 17, и ноћне 32 и 33)
- због све више модерних пословних простора, цена квадратног метра у облакодеру пада
- на врху се налази лого фирме Агрокор која тренутно заузима готово све спратове облакодера (уселила се 4. јануара 2000. године).[2]
- у приземљу спојеном с првим спратом 7. јуна 2006. године отворен је музеј Дражена Петровића[1]

## Галерија
- Цибонин торањ фотографисан од доле
- Цибонин торањ
- Цибонин торањ фотографисан из даљине